# Dylan O'Brien
Dylan Rhodes O'Brien (* 26. srpna 1991 New York) je americký herec a hudebník. Pochází z filmařské rodiny, v širší známost vešel zejména jako představitel jedné z hlavních postav v televizním seriálu stanice MTV Vlčí mládě (Teen Wolf). Účinkoval i v nezávislém filmu High Road (2011), v romantickém snímku The First Time (2012) a komedii Stážisti (2013). Režisér Wes Ball ho pak obsadil do hlavní role akčního sci-fi thrilleru Labyrint: Útěk (2014) včetně jeho dvou pokračování Labyrint: Zkoušky ohněm (2016) a Labyrint: Vražedná léčba (2018). Následovalo i angažmá v katastrofickém thrilleru Deepwater Horizon: Moře v plamenech (2016). Hlavní roli obsadil i v akčním filmu Americký zabiják (2017) a v dobrodružné komedii Láska a příšery (2020).

## Herecká kariéra
Narodil se 26. srpna 1991 v New Yorku do rodiny, která měla blízko k filmu. Matka Lisa O'Brienová, rozená Rhodesová byla za mlada herečka a poté vedla hereckou školu, otec Patrick O'Brien pracoval jako filmový kameraman. Rané dětství prožil ve Springfieldu v New Jersey, ale ve 12 letech se s rodinou přestěhoval do Hermosa Beach v Kalifornii. Chodil na střední školu Mira Costa v sousedním Manhattan Beach a po jejím dokončení v roce 2009 zamýšlel pokračovat studiem filmařské školy na Syrakuské univerzitě ve státě New York, kde dostal stipendium pro sportovní přenosy.
Už kolem svých 14 let, od roku 2006, začal na YouTube publikovat svá vlastní videa a získal si poměrně široký okruh fanoušků. Poté byl přizván k účinkování v sérii webových videí a při jejím natáčení se setkal s hercem, který ho představil manažerovi. Bylo mu tehdy 17 let. Místo odchodu na univerzitu na východním pobřeží Spojených států tedy zůstal v Santa Monice, asi rok chodil na zdejší vysokou školu Santa Monica City College a při tom i na herecké konkurzy.

### SeriálVlčí mládě
První velký herecký úspěch se dostavil, když byl před koncem roku 2009 vybrán do čtveřice hlavních hrdinů seriálu Vlčí mládě (Teen Wolf), jehož pilotní díl připravoval tvůrce Jeff Davis pro televizi MTV. Podle vlastního vyjádření měl O'Brien původně usilovat o ústřední postavu náctiletého vlkodlaka Scotta McCalla, ale když se seznámil se scénářem, dal přednost roli jeho nejlepšího přítele a spolužáka Stilese Stillinského, který do seriálu vnáší komediální prvek. Pilotní díl Vlčího mláděte byl vzápětí rozšířen ve 12dílnou sérii, kterou televize MTV nasadila do vysílání od června 2011. Po jejím úspěchu seriál pokračoval i v dalších sezónách a v létě 2014 tvůrci ohlásili přípravu již páté řady. Seriál v českém znění připravila do vysílání od 1. června 2012 televizní stanice AXN a O'Brienovu postavu pro ni nadaboval Radek Škvor.
Ačkoli je Stiles jednou z hlavních kladných postav, v druhé polovině 3. řady ho posedl zlý duch, a právě to O'Brienovi vyneslo v roce 2014 cenu Teen Choice Awards za nejlepšího televizního zlosyna. V létě 2015 a počátkem roku 2016 MTV odvysílala již 5. sérii, šestá řada, vysílaná od 15. listopadu 2016, však již byla ohlášena jako závěrečná.

### Filmové komedie
Účinkování v seriálu mu otevřelo i cestu na filmové plátno. Pro debut mu v roce 2011 posloužila nezávislá improvizační komedie High Road režiséra Matta Walshe, v níž hrál Jimmyho, 16letého souseda hlavního hrdiny Fitze.
Následovala romantická komedie Jona Kasdana The First Time a v ní role staršího ostýchavého středoškoláka Davea Hodgmana, který začne randit s Aubrey (Britt Robertsonová), i když měli původně každý zájem o někoho jiného. Film měl svou premiéru 21. ledna 2012 na festivalu Sundance, kde byl uveden v soutěžní sekci amerických dramatických filmů.
O rok a půl později, 7. června 2013 šel do amerických kin film Stážisti (The Internship), v ČR uváděný od 11. července téhož roku. Šlo o komedii z prostředí firmy Google s Vincem Vaughnem a Owenem Wilsonem v hlavních rolích a O’Brien v ní ztvárnil cynického IT génia Stuarta Twomblyho, jehož ústřední dvojice uchazečů o práci dostala přiděleného do týmu. Pro Teen Vogue popsal herec dvouapůlměsíční natáčení na atlantské Georgia Tech i v sanfranciském sídle Googlu jako častou improvizaci a svou postavu jako sarkastického synka britského otce. V české verzi O'Brienovi propůjčil svůj hlas Vojtěch Hájek.

### TrilogieLabyrint

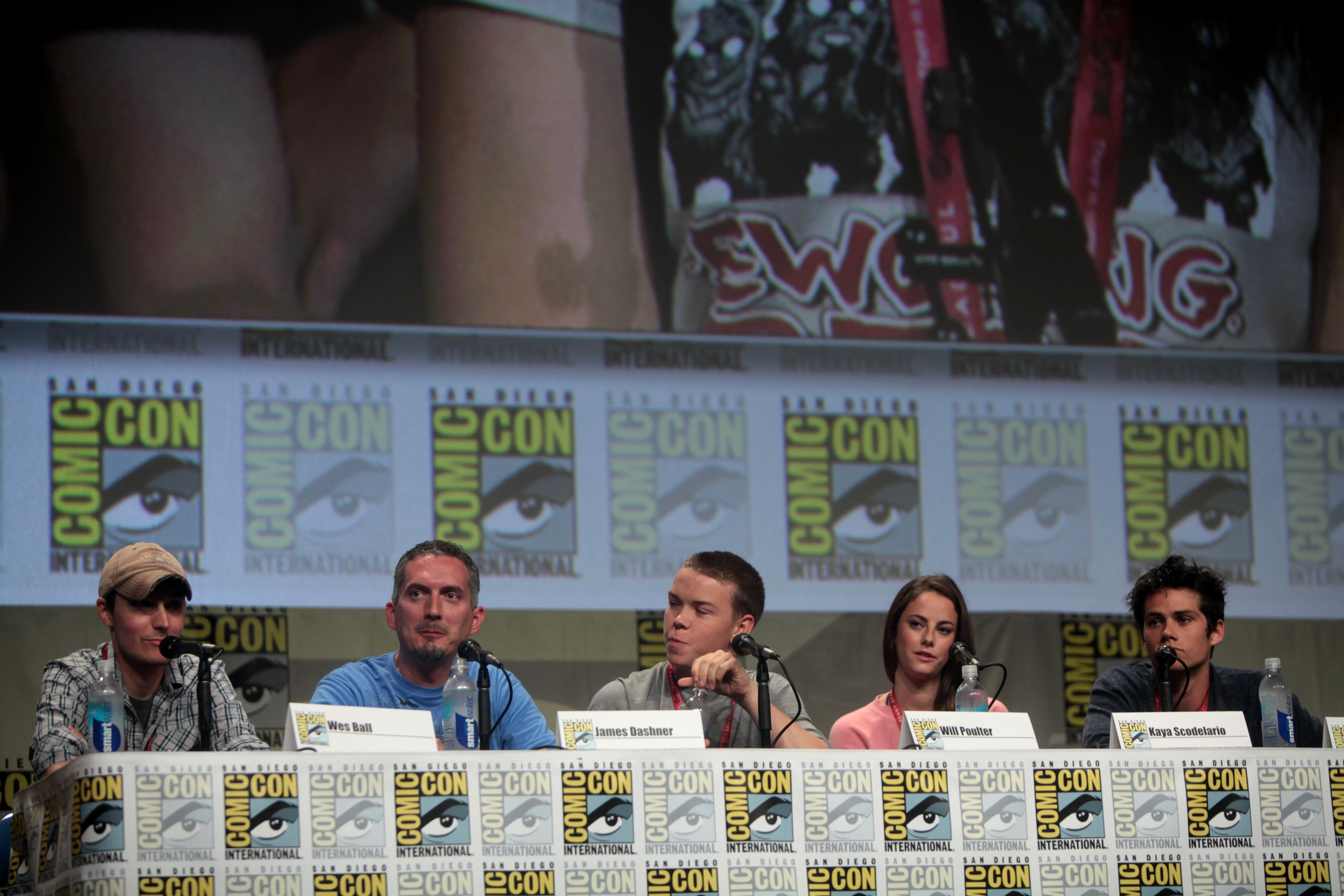
Dylan O'Brien s tvůrci a herci z filmu Labyrint: Útěk při Comic-Conu 2014

A pak přišel vstup do žánru akčních filmů, když si ho režisér Wes Ball vybral pro svůj dobrodružný thriller Labyrint: Útěk (The Maze Runner), adaptující stejnojmennou první knihu z postapokalyptické sci-fi série Jamese Dashnera. Casting byl vyhlášen v únoru 2013 a konkurz probíhal v polovině dubna. O'Brien se do něj přihlásil, a ačkoli později popisoval historku, že se režisérovi nepozdával jeho „účes příliš ve stylu MTV“, 18. dubna bylo ohlášeno jeho obsazení do ústřední role náctiletého Thomase. Ten se po ztrátě paměti ocitá v komunitě chlapců, odříznuté od ostatního světa obřím smrtícím labyrintem. Fyzicky náročné natáčení pro studio Fox probíhalo od 13. května 2013 po osm týdnů především v Baton Rouge v Louisianě. Termín premiéry byl původně stanoven už na 14. února 2014, ale později odložen na 19. září téhož roku. Společnost CinemArt film připravila k uvedení od stejného data i do českých kin, a to v původním znění s titulky.
Tvůrci už před uvedením filmu mluvili o přípravě jeho pokračování podle další knihy z Dashnerovy série, a ačkoli se O'Brien v březnu 2014 nechal slyšet, že v něm už do ústřední role nenastoupí, v září 2014 společnost Fox oznámila jeho účast a ohlásila začátek natáčení na konec října téhož roku. Probíhalo v okolí Albuquerque během listopadu i následujících měsíců až do ledna 2015. Do kin byl snímek uveden rok po prvním dílu, v září 2015. O'Brien za svůj výkon obdržel Filmovou cenu MTV v kategorii Nejlepší herec v akčním či dobrodružném filmu a spolu s Thomasem Brodie-Sangsterem také v kategorii Nejlepší filmová chemie.
V březnu 2015 společnost Fox ohlásila zahájení prací i na třetím pokračování Labyrint: Vražedná léčba. Při natáčení tohoto snímku v kanadském Vancouveru se však O'Brien 17. března 2016 těžce zranil a další natáčení muselo být odloženo nejprve na květen a později na neurčito. Koncem května pak společnost ohlásila přesunutí plánované premiéry snímku z původního termínu 17. února 2017 na 12. ledna 2018. V srpnu 2016 se objevily zprávy, že se natáčení filmu mělo obnovit v únoru následujícího roku. Film měl nakonec premiéru v lednu roku 2018.

### Další filmy
V létě 2013 také probíhalo jednání o jeho obsazení do chystaného sci-fi snímku režiséra Ringana Ledwidgeho Glimmer. Začátek jeho natáčení se původně plánoval od ledna 2014, aby jej O'Brien stihl v pauze mezi natáčením další řady Vlčího mláděte, které mělo po pěti měsících skončit v prosinci 2013. V říjnu 2013 už však herec hovořil o natáčecím termínu v létě 2014. Film společnosti DreamWorks Pictures měl pojednávat o skupině mladistvých, kteří se pomocí časového portálu přenesou do 70. let 20. století, a vedle O'Briena v něm měl účinkovat např. Jeremy Allen White.
V únoru 2015 některá americká média spekulovala o tom, že by mohl být jedním ze zvažovaných herců, kteří by měli nahradit Andrewa Garfielda v novém filmu Sony Pictures o Spider-Manovi, chystaném na rok 2017. Později však citovala jeho vlastní vyjádření, že o tuto roli ani neusiloval.
V dubnu 2015 se objevily úvahy o jeho obsazení do katastrofického filmu Deepwater Horizon: Moře v plamenech režiséra Petera Berga po boku Marka Wahlberga, Kurta Russella, Johna Malkoviche a dalších. Snímek společnosti Lionsgate vycházející ze skutečných událostí nehody na stejnojmenné ropné plošině v dubnu 2010, tak jak byla popsána v článku The New York Times, měl premiéru na Torontském filmovém festivalu a do kin byl uveden koncem září 2016.
V květnu 2016 přišla informace o tom, že by O'Brien měl hrát titulní postavu Mitche Rappa v akčním špionážním snímku Americký zabiják, který podle románové série Vince Flynna převedené do scénáře Stephenem Schiffem měl pro společnosti CBS Films a Lionsgate natočit režisér Michael Cuesta. Roli protiteroristického zabijáka CIA už dříve v roce 2012 odmítl Chris Hemsworth, úloha jeho filmového mentora připadla Michaelu Keatonovi. Natáčení začalo v září 2016 a probíhalo v Evropě, konkrétně v Londýně a Budapešti. Výsledný film měl premiéru v září 2017.
O'Brien si v roce 2018 ve své kariéře vyzkoušel i dabování postavy, když propůjčil svůj hlas hlavní titulní postavě ve filmu Bumblebee. V roce 2019 si zahrál společně s Edem O'Neillem ve sci-fi seriálu Jordana Peela Weird City, kde ztvárnil hlavní postavu jménem Stu Maxsome.
Rok 2020 byl pro O'Briena pracovně náročnější. Zahrál si v dramatickém seriálu Neuvěřitelné příběhy hlavní postavě Sama Taylora společně s Victorií Pedretti. Jedním z jeho úspěšnějších filmů se stala dobrodružná komediální sci-fi Michaela Matthewse Láska a příšery. V ní účnikoval jako jako ústřední hrdina Joel Dawson za doprovodu kolegů a kolegyň jako Michael Rooker, Jessica Henwick nebo Ariana Greenblatt. Film byl 14. srpna 2021 přidán na platformu Netflix a bylo oznámeno jeho pravděpodobné pokračování. Dalším filmem tohoto roku byl psychologický thriller Vzpomínky Fredricka Fitzella, režírovaný Christopherem MacBridem, který poukazuje na problematiku drog. Dylan zde ztvárnil hlavní postavu Freda Fitzella, jenž se potýká s existenční krizí.
V roce 2021 si zahrál malou, přesto hlavní roli ve filmu Bratrstvo nesmrtelných (Infinite) režiséra Antoina Fuquy, a to společně s Markem Wahlbergem. Wahlberg zde hraje hlavní roli Evana Mickaelse, kterého původně měl hrát Chris Evans. O'Brien hraje postavu Heinricha Treadwaye, který je předešlým životem právě Wahlbergovy postavy. Na televizních obrazovkách byl O'Brien znovu vidět v 11. řadě 2. dílu komediálního seriálu Larry, kroť se (Curb Your Enthusiasm), kde si zahrál verzi sebe sama. Na podzim 2021 spolu s herečkou Sadie Sink účinkoval v krátkém filmu, resp. videoklipu All Too Well: The Short Film, napsaném a režírovaném písničkářkou Taylor Swift. Klip získal v roce 2022 cenu za nejlepší video na MTV Video Music Awards.
V 2022 ztvárnil postavu zabijáka Richieho Boyla ve filmu Hrubý střih (The Outfit). Zde v režii Grahama Moora hrál společně s Markem Rylancem a Zoey Dutch. Film měl premiéru v únoru téhož roku na filmovém festivalu v Berlíně.

## Soukromý život
Dylanův otec Patrick je původem Ir, matka Lisa po své matce Italka a po svém otci napůl Angličanka a Španělka. Má asi o rok starší sestru Julii.
V červnu 2013 pro Teen Vogue uvedl, že má přítelkyni a média poté psala o jeho vztahu s Britt Robertson, který měl vzniknout na základě jejich společného natáčení filmu The First Time. V srpnu 2014 Teen Vogue psal, že herec drží vztah s Robertsonovou v tajnosti. Pár se v roce 2018 rozešel.
V rozhovoru pro Teen Television O'Brien uvedl, že významnou součást jeho života tvoří hudba. Od dětství hrál na klavír a na kytaru, zejména pak na bicí. Během svých středoškolských let, v únoru 2009, spoluzakládal hudební skupinu Slow Kids at Play, v níž působil jako bubeník a zpěvák. Po odchodu ze střední školy a zejména poté, co se stal televizní hvězdou v seriálu Vlčí mládě, však účinkování v kapele přerušil. Uvedl, že i v přestávkách mezi natáčením seriálu často jamovali spolu s hereckým kolegou Tylerem Poseym, rovněž hudebníkem.

## Filmografie
| Rok  | Film                                | Postava           | Poznámky                |
| ---- | ----------------------------------- | ----------------- | ----------------------- |
| 2011 | Charlie Brown: Blockhead's Revenge  | Charlie Brown     | krátký film             |
| 2012 | High Road                           | Jimmy             | hlavní postava          |
| 2012 | The First Time                      | Dave Hodgman      | hlavní postava          |
| 2013 | Stážisti                            | Stuart Twombly    | jedna z hlavních postav |
| 2014 | Labyrint: Útěk                      | Thomas            | hlavní postava          |
| 2015 | Labyrint: Zkoušky ohněm             | Thomas            | hlavní postava          |
| 2016 | Deepwater Horizon: Moře v plamenech | Caleb Holloway    | jedna z hlavních postav |
| 2017 | Americký zabiják                    | Mitch Rapp        | hlavní postava          |
| 2018 | Labyrint: Vražedná léčba            | Thomas            | hlavní postava          |
| 2018 | Bumblebee                           | Bumblebee         | namluvil postavu        |
| 2020 | Láska a příšery                     | Joel Dawson       | hlavní postava          |
| 2020 | Flashback                           | Fred Fitzell      | hlavní postava          |
| 2021 | Bratrstvo nesmrtelných              | Heinrich Treadway | hlavní postava          |
| 2021 | All Too Well: The Short Film        | muž               | krátký film             |
| 2022 | Hrubý stříh                         | Richie Boyle      | jedna z hlavních postav |
| 2022 | Hashtag podvodnice                  | Colin             |                         |
| 2023 | Maximum Truth                       | Simon             |                         |
| 2024 | Ponyboi                             | Vinnie            |                         |
| 2024 | Saturday Night                      | Dan Aykroyd       |                         |
| 2024 | Tajemství jezera Caddo              | Paris Lang        |                         |
| 2025 | Twinless                            | Roman / Rocky     |                         |
| 2026 | Send Help                           |                   | film v postprodukci     |

| Rok       | Pořad                        | Postava                       | Poznámky                                            |
| --------- | ---------------------------- | ----------------------------- | --------------------------------------------------- |
| 2011–2017 | Vlčí mládě                   | Mieczyslaw „Stiles“ Stilinski | hlavní postava; 83 dílů hostující postava; 2 díly   |
| 2013      | First Dates with Toby Harris | Peter                         | epizodní role v 6. dílu 2. řady „Roommates“         |
| 2013      | Nová holka                   | kluk                          | epizodní role v 23. dílu 2. řady „Virgins“          |
| 2019      | Weird City                   | Stu Maxsome                   | v 1. dílu 1. řady „The One“                         |
| 2020      | Neuvěřitelné příběhy         | Sam Taylor                    | hlavní postava v 1. dílu 1. řady „The Cellar“       |
| 2021      | Larry, kroť se               | sám sebe                      | hlavní postava v 2. dílu 11. řady „Angel Muffin"    |
| 2023      | The Other Two                | sám sebe                      | v 3. dílu 3. řady „Cary Becomes Somewhat of a Name“ |
| 2024      | Máma k nakousnutí            | Dustin                        | v 5. dílu 1. řady „The Little Ones“                 |

## Ocenění a nominace
| Rok  | Ocenění                                             | Kategorie                                                                                      | Práce                               | Výsledek  |
| ---- | --------------------------------------------------- | ---------------------------------------------------------------------------------------------- | ----------------------------------- | --------- |
| 2013 | Young Hollywood Awards                              | nejlepší obsazení (sdíleno s Tylerem Poseym, Crystal Reed, Holland Roden a Tylerem Hoechlinem) | Vlčí mládě                          | vítězství |
| 2014 | Giffoni Film Festival                               | Experience Award                                                                               |                                     | vítězství |
| 2014 | NewNowNext Awards                                   | nejlepší nový filmový herec                                                                    | Labyrint: Útěk                      | nominace  |
| 2014 | Teen Choice Awards                                  | nejlepší televizní zloduch                                                                     | Vlčí mládě                          | vítězství |
| 2014 | Young Hollywood Awards                              | objev roku: herec                                                                              |                                     | vítězství |
| 2015 | Melty Future Awards                                 | Prix International Masculin                                                                    |                                     | vítězství |
| 2015 | MTV Movie Awards                                    | nejlepší superhrdina                                                                           | Labyrint: Útěk                      | vítězství |
| 2015 | MTV Movie Awards                                    | nejlepší souboj (sdíleno s Willem Poulterem)                                                   | Labyrint: Útěk                      | vítězství |
| 2015 | MTV Movie Awards                                    | Nejlepší výkon „P**ranej až za ušima“                                                          | Labyrint: Útěk                      | nominace  |
| 2015 | MTV Movie Awards                                    | objev roku                                                                                     | Labyrint: Útěk                      | vítězství |
| 2015 | Teen Choice Awards                                  | nejlepší filmový herec: akční/dobrodružný                                                      | Labyrint: Útěk                      | nominace  |
| 2015 | Teen Choice Awards                                  | nejlepší filmová chemie (sdíleno s Thomasem Brodie-Sangsterem)                                 | Labyrint: Útěk                      | nominace  |
| 2015 | Teen Choice Awards                                  | nejlepší televizní zloděj scén                                                                 | Vlčí mládě                          | vítězství |
| 2016 | Teen Choice Awards                                  | nejlepší teenagerský herec                                                                     | Deepwater Horizon: Moře v plamenech | vítězství |
| 2016 | Teen Choice Awards                                  | nejlepší filmový herec: akční/dobrodružný                                                      | Labyrint: Zkoušky ohněm             | vítězství |
| 2016 | Teen Choice Awards                                  | nejlepší filmová chemie (sdíleno s Thomasem Brodie-Sangsterem)                                 | Labyrint: Zkoušky ohněm             | vítězství |
| 2016 | Teen Choice Awards                                  | nejlepší letní televizní herec                                                                 | Vlčí mládě                          | vítězství |
| 2017 | Teen Choice Awards                                  | nejlepší herec: sci-fi/fantasy                                                                 | Vlčí mládě                          | vítězství |
| 2017 | Teen Choice Awards                                  | nejlepší televizní pár (sdíleno s Holland Roden)                                               | Vlčí mládě                          | nominace  |
| 2018 | BreakTudo Awards                                    | nejlepší mezinárodní herec                                                                     | Labyrint: Vražedná léčba            | vítězství |
| 2018 | Teen Choice Awards                                  | nejlepší herec: akční                                                                          | Labyrint: Vražedná léčba            | nominace  |
| 2018 | Teen Choice Awards                                  | nejlepší filmový pár (sdíleno s Kayou Scodelario)                                              | Labyrint: Vražedná léčba            | nominace  |
| 2023 | MTV Movie & TV Awards                               | nejlepší komediální výkon                                                                      | Hashtag podvodnice                  | nominace  |
| 2024 | Variety & Golden Globe's Breakthrough Artist Awards | průlomový úspěch                                                                               | Ponyboi                             | ocenění   |
| 2025 | Sundance Film Festival                              | zvláštní cena poroty za herecký výkon: americký dramatický film                                | Twinless                            | vítězství |
| 2025 | Gotham TV Awards                                    | mimořádný výkon v původním filmu                                                               | Tajemství jezera Caddo              | nominace  |